# Живиця Георгій Володимирович
Георгій Володимирович Живиця (1 липня 1937, Тбілісі — 26 грудня 2015) — український військовик. Генерал-лейтенант. В.о. Начальника Головного штабу Збройних Сил України (23.12.1991 — 04.06.1992). Перший заступник Міністра оборони України (23.12.1991 — 01.08.1993).

## Біографія
Народився 1 липня 1937 року у місті Тбілісі. У 1962 році закінчив Ленінградське артилерійське училище, Військову академію ім. М. Фрунзе (1974), Військову академію Генерального штабу Збройних Сил СРСР (1978).
Проходив службу на посадах секретаря комсомольської організації батальйону, заступника командира батальйону по політичній частині, командира мотострілецького батальйону. У 1974 р. призначений на посаду старшого офіцера оперативного управління штабу Північної групи військ. Після закінчення Військової академії Генерального штабу служив на посаді старшого офіцера оперативного управління Генерального штабу Збройних Сил СРСР.
З листопада 1979 р. — заступник начальника оперативного управління штабу Прикарпатського військового округу.
В жовтні 1980 — листопаді 1983 р. — начальник оперативного управління — заступник начальника штабу Прикарпатського військового округу. У 1983—1985 рр. знаходився у розпорядженні 10-го Головного управління Генерального штабу Збройних Сил СРСР. У 1985—1990 рр. — начальник напрямку 50-го центру оперативно-стратегічних досліджень Генерального штабу Збройних Сил СРСР. З червня 1990 р. — заступник начальника 50-го центру, з грудня 1991 р.- у відрядженні до Кабінету Міністрів України. 23 грудня 1991 р. призначений на посаду першого заступника начальника Головного штабу Збройних Сил України. З 23.12.1991 по 04.06.1992 Виконувач обов'язків Начальника Головного штабу Збройних Сил України. У серпні 1993 р. звільнений з лав Збройних Сил України в запас.

Могила Георгія Живиці та його дружини поетеси Ганни Чубач, Байкове кладовище

З 1992 року був одружений з поетесою Ганною Чубач (1942—2019). Помер 26 грудня 2015 року. Похований на Байковому кладовищі разом із дружиною (ділянка № 33, 50°25′8.44″ пн. ш. 30°30′11.51″ сх. д. / 50.4190111° пн. ш. 30.5031972° сх. д.).

## Нагороди та відзнаки
- Орден Богдана Хмельницького ІІ ст. (22 червня 2007) — за вагомий особистий внесок у розвиток конституційних засад української державності, багаторічну сумлінну працю, високий професіоналізм та з нагоди Дня Конституції України [2]
- Орден Червоної Зірки
- Орден «За службу Батьківщині у Збройних Силах СРСР» ІІІ ст.
- Нагороджений 9 медалями